# Bigru i Paja Kratak
Miloš Grubor (Grubi) i Pavle Janković (Paja Kratak), poznatiji kao Bigru i Paja Kratak (stilizovano kao BIGru i Paja Kratak) je rep duo iz Beograda, Medaković.

## Opšte informacije
Grupa predstavlja novu generaciju beogradske hip-hop scene koja proizvodi i poštuje originalni i izvorni hip-hop. Naslednici su tvrdog rep zvuka u vremenima posrnuća rep scene na prostoru Srbije.
Do juna 2024. godine na Jutjub kanalu imali su približno 100 miliona pregleda i 100 hiljada pratilaca.

## Diskografija
- Nije Peka Indijanac (2015)[3]
- Rep Kaki Volem (2018)[4]
- Šta ima braćo gde ste?! (2020)[5]
- Kolko je u stvari do jaja (2024)[6]